# Neomorfose
Neomorfose (Engels: neomorphism) is een rekristallisatie in sedimentair gesteente waarbij de chemische compositie gelijk blijft maar de vorm van de kristallen verandert. Ook de groei van polymorfe mineralen kan onder neomorfose gerekend worden. Neomorfose houdt in dat oude kristallen verdwijnen ten gunste van nieuwe, die over de oude heengroeien.
In kalkrijk sediment vormt neomorfose een belangrijk proces van diagenese, waarmee een micritische matrix wordt vervangen door microspaten (grotere, vezelige calciet-kristallen). Tegelijkertijd wordt de onder oppervlakte-omstandigheden instabiele polymorf van calciet, aragoniet, omgevormd naar calciet.